# Кидни, Деклан
Де́клан Ки́дни (англ. Declan Kidney, родился 20 октября 1959 года в Баллинколлиге) — ирландский регбийный тренер, известный по работе со сборной Ирландии в 2008—2013 годах; вместе с командой в 2009 году выиграл Большой шлем и Кубок шести наций, благодаря чему был признан лучшим тренером года по версии IRB. Четыре раза выводил команду «Манстер» в финалы Кубка Хейнекен и выиграл с ней финалы 2006 и 2008 годов. С марта 2018 года спортивный директор и тренер клуба «Лондон Айриш».

## Биография

### Ранние годы
Родился в местечке Баллинколлиг, графство Корк. Играл за регбийную команду Университетского колледжа Корка и за коркский клуб «Долфин», окончил колледж по специальности «учитель математики». Преподавал в Колледже Братьев представления в Корке, был сотрудником отдела профориентации.

### Тренерская карьера
Тренерскую карьеру начал со школьных команд, успешно тренируя младшие и старшие классы. В 1998 году возглавил сборную Ирландии из школьников не старше 19 лет и выиграл чемпионат мира в этой возрастной категории, после чего возглавил «Манстер». Там он проработал до 2002 года и уступил пост Алану Гаффни, уйдя работать помощником в тренерский штаб сборной Ирландии.
Летом 2004 года Кидни стал тренером клуба «Ньюпорт Гвент Дрэгонс», однако в августе, после трёх месяцев работы перешёл на работу в «Ленстер». С 2005 года работал в «Манстере», с которым выиграл в 2006 году Кубок Хейнекен, не покорившийся в финалах 2000 и 2002 годов. За свою победу в 2006 году Кидни получил премию спортивного тренера года по версии Philips, а 24 мая 2008 года повторил свой успех, завоевав с командой снова Кубок Хейнекен.
В июле 2008 года Кидни уступил пост тренера Тони Макгахану и занял пост главного тренера сборной Ирландии. В 2009 году команда с ним выиграла Кубок шести наций, завоевав Большой шлем и Тройную корону за первый же год работы Кидни: победу закрепили 21 марта 2009 года в Кардиффе, на стадионе «Миллениум» после того, как была обыграна сборная Уэльса. В июне 2009 года руководил второй сборной по регби под названием «Айрленд Вулфхаундз» (англ. Ireland Wolfhounds), и выиграл с ней Кубок Черчилля. По итогам года признан лучшим тренером по версии IRB, а также в третий раз за последние 4 года признан лучшим тренером года по версии Philips, обойдя Брайана Коди, Джона Окса и Джованни Трапаттони.
Однако после этого от Кидни стала отворачиваться удача: несмотря на успешное выступление «Ленстера», «Манстера», «Коннахта» и «Ольстера», команда стала играть хуже и хуже. В 2011 году команда вышла в четвертьфинал чемпионата мира 2011 года, обыграв впервые на турнире Австралию и выиграв свою группу, но в четвертьфинале из-за ошибок опытных игроков проиграла Уэльсу 10:22. В 2012 и 2013 годах результаты команды продолжали ухудшаться, а на Кубке шести наций 2013 года ирландцы заняли 5-е место, умудрившись проиграть Италии, и даже невероятная череда травм ведущих игроков не могла быть тому оправданием. После этого Ирландский регбийный союз расторг с Кидни договор. Всего под руководством Кидни ирландцы одержали 28 побед, потерпели 23 поражения и свели вничью 3 матча.
В августе 2013 года Кидни был назначен заведующим кафедры физкультуры и спорта в Университетском колледже Корка.

## Достижения
Манстер
- Чемпион Кельтской лиги: 2002/2003[англ.]
- Победитель Кубка Хейнекен: 2005/2006, 2007/2008

Сборная Ирландии
- Чемпион мира (до 19 лет): 1998
- Победитель Кубка Черчилля[англ.]: 2009[англ.]
- Победитель Кубка шести наций 2009 года, в том числе обладатель Тройной короны и Большого шлема

Личные
- Тренер года по версии IRB: 2009
- Тренер года по версии Philips Sports[англ.]: 2006, 2008, 2009